# Unterseeboot 525
L'Unterseeboot 525 (ou U-525) était un sous-marin allemand utilisé par la Kriegsmarine pendant la Seconde Guerre mondiale.

## Historique
Après sa formation à Stettin dans la 4. Unterseebootsflottille jusqu'au 31 décembre 1942, il est affecté dans une formation de combat à la base sous-marine de Lorient dans la 10. Unterseebootsflottille.
L'U-525 est coulé le 11 août 1943 dans l'Atlantique nord au nord-ouest des Açores à la position géographique de 41° 29′ N, 38° 55′ O par des charges de profondeur et des torpilles lancées par un avion Grumman TBF Avenger et par un avion Grumman F4F Wildcat de l'escadrille VC-1 du porte-avions d'escorte américain USS Card.
 
Les 54 hommes de l'équipage meurent dans cette attaque.

## Affectations successives
- 4. Unterseebootsflottille du 30 juillet 1942 au 31 décembre 1942
- 10. Unterseebootsflottille du 1er janvier 1943 au 13 août 1943

## Commandement
- Kapitänleutnant, puis Korvettenkapitän Hans-Joachim Drewitz du 30 juillet 1942 au 11 août 1943

## Navires coulés
Il a coulé 1 navire marchand de 3 454 tonneaux au cours des 3 patrouilles qu'il effectua.

## Sources
- (en) U-525 sur Uboat.net